# Rättsprinciper
Rättsprinciper (juridiska principer) är regler som somliga anser är en del av gällande rätt men som andra (exempelvis rättspositivister) inte tillmäter någon större betydelse. En sådan princip är ingen skall skörda vinning av sin egen orättsgärning, och denna princip lades som grund för en amerikansk dom vilken fastslog att en mördare – trots att lagen inte stadgade om några undantag – inte kunde få ut arvet efter sitt offer. Rättsprinciper anses ligga till grund för lagen.

## Svenska rättsprinciper
I Sverige finns det sex övergripande rättsprinciper.

### Proportionalitetsprincipen
Denna princip innebär att de följder som ett ingripande kan medföra måste stå i proportion till syftet med ingripandet.